# Trận Samarinda
Trận Samarinda (29 tháng 1-8 tháng 3 năm 1942) là một chiến dịch càn quét trong một loạt các cuộc tấn công của Nhật Bản nhằm đánh chiếm Đông Ấn Hà Lan gần Samarinda. Sau khi chiếm được các nhà máy lọc dầu tại Balikpapan, quân đội Nhật Bản tiến lên phía bắc để chiếm địa điểm khoan dầu chiến lược trong và xung quanh Samarinda và các đường ống dẫn dầu nối liền cả hai thành phố.

## Hoàn cảnh
Trước chiến tranh, Samarinda có ý nghĩa chiến lược do các mỏ dầu của Bataafse Petroleum Maatschappij (BPM; Công ty Dầu khí Batavian) nằm ở phía bắc và phía nam sông Mahakam. Đặc biệt, địa điểm khoan dầu ở Sanga Sanga (được đặt tên là "Louise"), đã cung cấp một lượng lớn dầu cho các nhà máy lọc dầu ở Balikpapan. Dầu từ Sanga Sanga đi qua một đường ống dài 70 km qua Sambodja (Samboja) đến Balikpapan. Hơn nữa, người Hà Lan cũng thành lập một mỏ than ở khu vực Loakoeloe (Loa Kulu), do Oost Borneo Maatschappij (OBM; Công ty Đông Borneo) điều hành.
Người Nhật cũng đã công nhận tầm quan trọng của Samarinda như là một trung tâm sản xuất dầu và than, ngoài cảng đáng kể và các cơ sở bổ sung. Năm 1939, các mỏ dầu Sanga Sanga sản xuất khoảng 1 triệu tấn dầu mỗi năm, khoảng 20% số lượng hàng năm mà Nhật Bản cần. Và cùng với đó, Samarinda trở thành một trong những mục tiêu chiếm giữ chính của Nhật Bản trong kế hoạch sáp nhập Đông Ấn Hà Lan.

## Lực lượng hai bên

### Nhật Bản

#### Lực lượng trên bộ
Biệt đội Kume (Chỉ huy: Trung tá Motozō Kume):
- Tiểu đoàn 1, Trung đoàn Bộ binh 146 (trừ Đại đội 2 và 4)
- Một trung đội công binh
- Một đội phát thanh

### Hà Lan

#### Lực lượng trên bộ
Biệt đội Samarinda (Chỉ huy: Đại uý G.A.C. Monteiro):
- Tham mưu chỉ huy (Chỉ huy: Trung uý J.P. Scheltens)
- Một đại đội gồm 23 Nhóm súng máy Carabine 4 người được trang bị súng máy Madsen
- Mobiele Eenheid/Đơn vị Cơ động (Tư lệnh: Thiếu tá A.E. Hillebrandt):
  - ca. 25 quân
  - Hai overvalwagens
  - Một xe moto
- 2 Bộ phận Súng máy (Chỉ huy: Thiếu tá H.A. Gorter):
  - 3 súng máy Vickers 6,5 mm mỗi phần
- 2 Bộ phận Súng cối (Chỉ huy: Trung sĩ Tomasoa):
  - 3 súng cối 80 mm mỗi phần
- 3 pháo 75 mm (không cơ động) tại sông Mariam (Chỉ huy: Phó Sĩ quan B. van Brussel)
- Biệt đội kỹ sư phá dỡ 6 người, được hỗ trợ bởi 60 nhân viên BPM nhập ngũ
- 40 dân quân và lính nghĩa vụ Landwacht, 15 người trong số họ là nhân viên OBM và được giao nhiệm vụ phá huỷ ở đó.
- 6 nhân viên Bệnh viện và 35 nhân viên Hội Chữ thập đỏ

## Kế hoạch của Hà Lan
Vào tháng 12 năm 1941, Tổng hành dinh ở Bandung giao cho Biệt đội Samarinda các nhiệm vụ sau:
1. Ngăn chặn kẻ thù đổ bộ lên Sanga Sanga và Anggana
2. Ngăn chặn các địa điểm khoan dầu tại Sanga Sanga và Anggana không bị hư hại vào tay kẻ thù
3. Đối mặt với kẻ thù vượt trội về số lượng, tiến hành chiến tranh du kích tập trung vào việc quấy rối công việc sửa chữa của kẻ thù trên các địa điểm khoan dầu

Vì các địa điểm khoan dầu Sanga Sanga có thể dễ dàng tiếp cận từ biển thông qua số lượng lớn vũ khí của đồng bằng Mahakam, người Hà Lan đã đặt một số biện pháp phòng thủ và máy dò ở các phương pháp tiếp cận sông Mahakam. Để báo hiệu sự di chuyển đáng ngờ của tàu, Monteiro đã thiết lập các trạm điện thoại tại các cửa đồng bằng khác nhau để thông báo cho anh ta về bất kỳ chuyển động nào của tàu. Một khẩu đội gồm 3 khẩu pháo 75 mm của Hà Lan cũng được lắp đặt gần sông Mariam để ngăn chặn tàu địch tiếp cận cửa sông Sanga Sanga.
Tại ngã ba sông Sanga Sanga River và Mahakam (Sanga Sanga Moeara), người Hà Lan cũng thiết lập các tầng hầm bê tông như là một phần của vị trí phòng thủ để trì hoãn cuộc đổ bộ của kẻ thù gần cửa sông. Ngoài ra, Monteiro cũng đặt một đội bảo vệ mạnh tại cầu suối Dondang ở sông Tiram, gần nơi đặt đường ống dẫn dầu. Để giúp ngăn chặn các địa điểm khoan dầu bị chiếm giữ nguyên vẹn, người Hà Lan đã chuẩn bị kế hoạch phá huỷ từ đầu tháng 1 năm 1942 và đã sơ tán gia đình của các nhân viên BPM tại Sanga Sanga và Anggana đến Samarinda.

## Kế hoạch của Nhật Bản
Mặc dù các mỏ dầu của nó có một ý nghĩa đặc biệt, kế hoạch của Nhật Bản cho việc chiếm giữ ở Samarinda chỉ bao gồm một hoạt động càn quét. Lúc đầu, kế hoạch là quân Nhật vào thành phố thông qua tàu đổ bộ qua đồng bằng Mahakam. Tuy nhiên, vào cuối tháng 1, kế hoạch đã được thay đổi thành để Sanga Sanga và Samarinda bị chiếm giữ bằng cuộc đổ bộ.
Đối với chiến dịch này, Biệt đội Kume sẽ tiến từ Balikpapan qua Mentawir đến Loa Djanan (Loa Janan) lên phía bắc, trong khi lực lượng chính sẽ tiến dọc theo con đường Balikpapan — Sambodja (Samboja) — Samarinda và tiến hành các hoạt động càn quét ở vùng lân cận Samarinda.

## Trận chiến

### Phá huỷ mỏ dầu Sanga Sanga
Vào ngày 18 tháng 1, Đại tá C. van den Hoogenband, chỉ huy lực lượng Hà Lan tại Balikpapan đã gọi điện cho Monteiro, thông báo rằng việc phá huỷ các mỏ dầu ở Balikpapan sẽ bắt đầu, sau khi máy bay Hà Lan phát hiện hạm đội xâm lược Nhật Bản gần mũi Mangkalihat. Dựa trên cuộc điện thoại, Monteiro cũng quyết định bắt đầu quá trình phá huỷ mỏ dầu Sanga Sanga. Dưới sự chỉ huy của Trung uý Naber, và được hỗ trợ bởi các nhân viên BPM nhập ngũ, việc phá huỷ bắt đầu lúc 09:00 ngày 20 tháng 1. Kế hoạch được tổ chức tốt và thực hiện đúng đắn có nghĩa là đến 18:00, mỏ dầu Sanga Sanga đã bị phá huỷ hoàn toàn và có hệ thống. Các đội phá huỷ sau đó rời sân bay Samarinda II, trước khi được sơ tán đến Java.

### Tái tổ chức quân sự của Hà Lan
Vào ngày 22 tháng 1, Tổng Hành dinh (AHK) ở Bandung đã chỉ thị cho Monteiro để lại 4 lữ đoàn (khoảng 15-18 người mỗi lữ đoàn) ở Sanga Sanga để ngăn chặn kẻ thù đổ bộ dọc theo sông Mahakam. Monteiro nhận thấy rằng vì lực lượng của ông không đủ nhân lực cho mệnh lệnh này, ông khuyên lực lượng của mình nên tập trung vào việc bảo vệ con đường chạy từ sông Mahakam đến tận Samarinda II (dài 2,5 km). AHK phớt lờ lời khuyên của anh ta, và mệnh lệnh ban đầu phải được thực thi. Nhưng sau đó, AHK đã làm rõ của họ một lần nữa và chỉ thị cho Monteiro tiến hành hành động trì hoãn trên sông, trên thuyền. Vào thời điểm đó, Monteiro chỉ có 2 tàu sẵn sàng cho nhiệm vụ này: Triton (tàu biển Gouvernementsmarine) và tàu tuần tra P-1 thoát khỏi Tarakan và đến nơi vào ngày 19 tháng 1.
Monteiro ra lệnh cho Thiếu tá J. Schrander ở lại với 80 người và một số kỹ sư phá dỡ còn lại tại Sanga Sanga. Sau khi tiến hành phá huỷ cuối cùng các mỏ dầu, đơn vị của Schrander phải gây thương vong cho người Nhật càng nhiều càng tốt. Trong khi đó, Monteiro trưng dụng tất cả các tàu buồm có sẵn-khoảng 40 tàu, từ thuyền máy nhỏ đến tàu lượn 100 tấn-và chia chúng thành 4 nhóm, với khoảng 250 người dưới quyền chỉ huy. Monteiro cũng chuyển sở chỉ huy của mình từ Sanga Sanga đến Samarinda và yêu cầu Trung uý Hoogendorn phá huỷ đường ống dẫn dầu dọc theo suối Dondang. Cuối cùng, bất kỳ đội quân nào không phù hợp với hành động trì hoãn sông sẽ được rút về Samarinda II.
Vào ngày 24 tháng 1, Hoogenband sơ tán quân của mình khỏi Balikpapan, khiến Monteiro phải dựa vào các báo cáo dân sự cho các nguồn tin tình báo. Mặc dù các báo cáo đưa ra bức tranh không rõ ràng về tình hình tại Balikpapan, nhưng nó chỉ ra rằng các lực lượng Nhật Bản có ý định tiến qua đường ống dẫn dầu đến Sanga Sanga và cả trên mặt nước, với kỳ vọng rằng họ sẽ đến Samarinda vào tháng 2.

### Biệt đội Kume tiến công
Vào ngày 29 tháng 1, Monteiro được thông báo rằng Biệt đội Kume bắt đầu vượt sông Doendang. Ông ngay lập tức chỉ thị cho Schrander tiến hành phá huỷ cuối cùng Sanga Sanga, và có hành động tấn công chống lại kẻ thù. Ngay sau khi ra lệnh, mối liên hệ với Sanga Sanga đã bị phá vỡ. Khi cuộc giao tranh giữa lực lượng Schrander và Kume bắt đầu, trước đây nhanh chóng mất quyền kiểm soát 4 lữ đoàn của mình, vì các chỉ huy lữ đoàn đã mất chỗ đứng. Không lâu sau, quân của Schrander tan vỡ và rút lui trong tình trạnh hỗn loạn về phía tây đến Loa Djanan. Monteiro sớm nhận ra rằng Biệt đội Kume sẽ tiến dọc theo một con đường được xây dựng một phần chạy từ Balikpapan đến Loa Djanan. Vào ngày 31 tháng 1, Samarinda bị san bằng và Monteiro chuyển sở chỉ huy của mình đến Loa Djanan.
Vào ngày 1 tháng 2, những gì còn lại của Lực lượng của Schrander đã đến Loa Djanan và thông báo cho Monteiro rằng Biệt đội Kume đã đánh bại họ. Họ cũng thông báo rằng vào ngày 30 tháng 1, lực lượng Kume đã vượt sông Tiram từ phía nam. Monteiro đã gửi một đội tuần tra đến Sanga Sanga để tìm Schrander, nhưng không có kểt quả. Các báo cáo dân sự cũng chỉ ra rằng đã có giao tranh dữ dội ở Sanga Sanga. Do đó, Monteiro nhận ra rằng việc duy trì khẩu đội pháo của Hà Lan tại sông Marian là vô ích. Ông ra lệnh cho van Brussel, chỉ huy khẩu đội, phá huỷ các khẩu pháo và quay trở lại Loa Djanan.
Vào ngày 2 tháng 2, lính gác Hà Lan đặt cách Loa Djanan 12 km giao chiến với một đội quân Nhật đang di chuyển từ Balikpapan đến Mentawir. Bị thiếu sức mạnh, lính gác đã bị đánh bại trở lại Loa Djanan vào buổi tối, sau đó Monteiro chuyển sở chỉ huy của mình về phía bắc đến Tenggarong để tiếp tục trì hoãn cuộc tiến quân của Nhật Bản dọc theo sông Mahakam đến Samarinda II. Tại Loa Koeloe (Loa Kulu), các lực lượng Hà Lan đã phá huỷ mỏ thanh OBM, trước khi nhận được thông tin tình báo rằng lực lượng Kume đã chiếm đóng Loa Djanan. Không ngừng nghỉ, Kume di chuyển quân của mình về phía đông và chiếm được Samarinda vào ngày 3 tháng 2. Cùng với cuộc tiến quân của ông, người Nhật cũng đã cố gắng tiến vào sông Mahakam bằng đường biển nhưng không thành công, với 2 khu trục hạm mắc cạn ở một trong những cánh tay đồng bằng.

### Các hoạt động trì hoãn của Monteiro
Để tiến hành hành động trì hoãn trên sông, người Hà Lan đã trang bị cho Triton một khẩu súng hạng nhẹ, một cặp súng máy cấp cao và thêm các tấm giáp ngẫu hứng vào thân tàu. Con tàu rời Tenggarong vào ngày 3 tháng 2 lúc 04:00 để trinh sát khu vực xung quanh Loa Djanan. 5 giờ sau, con tàu quay trở lại với thông tin rằng lực lượng Nhật Bản đã chiếm đóng thị trấn. Con tàu, bị cào bằng hoả lực súng máy, đã gây thương vong đáng kể cho quân Nhật với cái giá phải trả là 2 thuỷ thủ đoàn bị thương.
Theo quan điểm của ông, vì người Nhật đã không thể hiện bất kỳ ý định tiến sâu hơn vào đất liền sau khi chiếm đóng Samarinda, Monteiro đã lên kế hoạch sử dụng lực lượng sẵn có còn lại của mình để đột kích Samarinda. Một lần nữa, AHK bác bỏ kế hoạch này vì ông thậm chí không có đủ quân để trì hoãn một cuộc tiến công vẫn có thể xảy ra của kẻ thù, xảy ra vào ngày 8 tháng 2, khi các lực lượng Nhật Bản bắt đầu hành quân về phía Tenggarong. Trước khi thị trấn bị chiếm đóng vào buổi chiều cùng ngày, Monteiro đã di chuyển sở chỉ huy của mình một lần nữa 15 phút về phía thượng nguồn.
Triton, lúc này dưới quyền chỉ huy của Trung uý Scheltens, di chuyển đến Tenggaron vào ngày 10 tháng 2 và nhanh chóng bị hoả lực tấn công dữ dội. Trong cuộc giao tranh, nhiều thuỷ thủ đoàn dân sự của nó đã nhảy xuống biển, và con tàu bắt đầu trôi dạt. Scheltens cầm lái và giành lại quyền kiểm soát tay lái. Trong suốt 20 phút đọ súng, anh đã cố gắng ngăn chặn sự hoảng loạn hoàn toàn và dẫn đầu cuộc phản công. Tuy nhiên, cuộc đụng độ đã tạo ra một bầu không khí sốc đạn pháo giữa các thuỷ thủ đoàn dân sự còn lại. Khi họ bắt đầu đào ngũ khỏi cuộc chiến, tinh thần của các lực lượng Hà Lan bắt đầu căng thẳng, khi quân địa phương theo bước chân của họ và trở về với gia đình của họ ở Samarinda. Để duy trì hành động trì hoãn, AHK đã gửi nhân sự hải quân thay thế từ Java.
Đến ngày 15 tháng 2, phần còn lại của lực lượng Samarinda đóng quân tại Kota Bangoen (Kota Bangun) và gửi 4 lữ đoàn dưới quyền Scheltens về phía nam đến Benua Baroe (Benua Baru) để đóng tuyến đường từ Tenggarong đến thị trấn. Vào thời điểm đó, Monteiro chỉ có 3 tàu chiến vũ trang yếu để trì hoãn bất kỳ cuộc tấn công nào từ sông. Ngoài Triton, còn có Mahakam, một tàu cũ Binnenlands Bestuur (BB; Hành chíng Nội vụ). Quân Hà Lan trang bị cho Mahakam một khẩu pháo 20 mm và một số súng máy. Tuy nhiên, các tính năng khiếm khuyết của P-1 đã khiến nó ngừng hoạt động. Monteiro cũng sơ tán các gia đình binh sĩ về phía tây để ngăn chặn việc đào ngũ.
Cố gắng giành lại thế chủ động, ông đã gửi gián điệp đến Samarinda và Tenggarong để thu thập thông tin tình báo về các cuộc tấn công có thể xảy ra; Scheltens thậm chí cải trang thành một Haji Ả Rập và thu thập thông tin từ việc đến thăm nhiều kampung (làng). Trong khi đó, chỉ huy của Samarinda II, Thiếu tá Gerard du Rij van Beest Holle được bổ nhiệm làm quyền chỉ huy của tất cả các lực lượng quân sự Hà Lan ở Borneo. Monteiro ngay lập tức thúc giục anh ta chuyển tiếp sự vô ích của hành động trì hoãn và sự cần thiết phải tấn công Samarinda cho AHK, do một số yếu tố:
- Từ Kota Bangoen đến Moeara Moentai và xa hơn nữa, sông Mahakam chỉ có thể được điều hướng bằng các tàu chiến nhỏ
- Monteiro chỉ có 3 chiếc thuyền để tiếp tục mệnh lệnh
- Một cuộc tấn công vào Samarinda sẽ gây hại nhiều hơn cho người Nhật và đảm bảo phá huỷ bất kỳ cơ sở quan trọng nào còn lại

Tuy nhiên, van Beest Holle vẫn kiên quyết tiếp tục cuộc chiến dọc theo sông để đảm bảo an toàn cho Samarinda II. Tuy nhiên, vào ngày 1 tháng 3, AHK đã đồng ý với kế hoạch của Monteiro, nếu ông đồng ý tiếp tục hành động trên sông trong trường hợp thất bại. Tuy nhiên, số lượng quân ít ỏi theo ý của ông có nghĩa là Monteiro không thể đáp ứng mhiệm vụ này; ông chỉ ra rằng ông cần ít nhất 2 đại đội nữa, nhưng vô ích. Vào ngày 5 tháng 3, các điệp viên đã gửi báo cáo về một cuộc tấn công sắp xảy ra vào Kota Bangoen qua đường bộ và đường sông.
Ngày hôm sau, một đội tuần tra từ Benua Baroe chạm trán với các đội tuần tra Nhật Bản và rút lui về thị trấn, khi quân Nhật bắt đầu dựng trại chỉ cách đó 1 giờ. Rạng sáng ngày 7 tháng 3, Tenggarong bị tấn công dữ dội. Cuộc chiến tiếp tục trong 3 giờ cho đến 10:00, khi hoả lực dữ dội từ súng máy và súng cối Nhật Bản buộc lữ đoàn phải rút lui trong hoảng loạn và rối loạn đến Kota Bangoen. Trong số 80 binh lính tại Benua Baroe, 10 người trong số họ, cùng với chỉ huy của họ, Trung uý Van Mossel đã không đến Kota Bangoen lúc 02:00 ngày hôm sau. Monteiro ra lệnh cho Triton, một tàu kéo OBM và một xuồng cao tốc đợi anh ta cho đến 06:00, trước khi rơi trở lại thượng nguồn.
Khi quân đội từ Benua Baroe đến Kota Bangoen, họ ngay lập tức lên tàu sông cùng với phần còn lại của lực lượng Monteiro và rời đến Moeara Moentai (Muara Muntai) dưới sự che chở của những con tàu nói trên. Đoàn tàu vận tải cập cảng và thiết lập sở chỉ huy của họ trong thị trấn vào lúc 05:00 dưới tiếng súng từ xa. 2 giờ sau, một số binh sĩ Hà Lan đến trên một chiếc xuồng cao tốc và thông báo cho Monteiro rằng các tàu chiến tại Kota Bangoen đã giáp chiến với các tàu buồm bọc thép Nhật Bản. Với việc Triton bị bắn hỏng nặng và tàu kéo OBM không còn có thể được sử dụng từ cuộc chiến, Mahakam, cùng với quân đội KNIL vô tổ chức trên những chiếc thuyền gỗ là tất cả những gì còn lại của lực lượng sông.
Monteiro quyết định tổ chức cuộc kháng chiến cuối cùng ở Samarinda II và đến đó ngay lập tức để thông báo cho van Beest Holle về quyết định của mình. Tuy nhiên, trên đường đi, ông nhận được một bức điện tín về cuộc đàm phán đang diễn ra giữa các chỉ huy Hà Lan và Nhật Bản trên đảo Java lúc 09:00. Vào buổi trưa, đài phát thanh tuyên bố đầu hàng vô điều kiện của tất cả các lực lượng Hà Lan ở Đông Ấn Hà Lan, buộc ông phải hạ vũ khí và chấm dứt cuộc kháng cự cuối cùng ở Đông Borneo.

## Kết quả
Trung uý Van Hossel trốn tránh bị bắt cho đến ngày 11 tháng 3, khi quân Nhật đuổi kịp ông tại Moeara Moentai. Đến ngày 19 tháng 3, các lực lượng Nhật Bản đã vây bắt tất cả lực lượng Hà Lan và bắt giữ họ ở Samarinda. Thiếu tá van Beest Holle qua đời trong khi bị giam giữ ở Tarakan vào ngày 4 tháng 6 năm 1944.
Vào ngày 30 tháng 7 năm 1945, khoảng 144 đến khoảng 148 tù binh (theo các nguồn khác nhau) đã bị vây bắt và đưa đến mỏ ở Loa Kulu. Ở đó, các tù binh được thông báo rằng họ đã bị kết án tử hình, sau đó phụ nữ bị tách ra khỏi đàn ông và trẻ em. Đầu tiên những người lính Nhật tùng xẻo phụ nữ đến chết, sau đó họ ném tất cả trẻ em xuống hầm mỏ, sau đó cuối cùng những người đàn ông đầu tiên phải chứng kiến những gì xảy ra với vợ con của họ đã bị lính Nhật chém đầu. Cơ thể và những cái đầu bị chặt đứt của họ cũng bị ném xuống hầm mỏ, giống như cơ thể bị cắt xén của những người phụ nữ.
Sau chiến tranh, Đại uý Monteiro được trao tặng Sư tử đồng và Trung uý Scheltens nhận được Chữ thập đồng.

### Gỉai phóng
Samarinda vẫn nằm dưới sự chiếm đóng của Nhật Bản cho đến tháng 9 năm 1945, khi thành phố được giải phóng bởi Tiểu đoàn 2/25 thuộc Sư đoàn Bộ binh 7 Úc. Người Úc cũng phát hiện ra hài cốt người trong hầm mỏ ở Loa Kulu. Một đài tưởng niệm đã được dựng lên để tưởng nhớ các nạn nhân của cái mà ngày nay được gọi là vụ thảm sát Loa Kulu.